# Museo Nacional del Tequila
El Museo Nacional del Tequila (MUNAT) está ubicado en la Ciudad de Tequila, Jalisco.
Este museo cuenta con cinco salas donde se presentan diferentes aspectos en el tiempo de la evolución del producto llamado tequila, una bebida alcohólica obtenida del destilado. así como una sala temporal donde se han presentado diferentes obras relacionadas con el tequila. Se inauguró el 29 de enero de 2000 y se encuentra dentro de una casa del siglo XIX en el centro de la ciudad de Tequila. El museo cuenta también con un auditorio, una tienda y otra sala de exposiciones temporales.
Fue diseñado por la Lic. Alicia Rodríguez la cual también ha participado en la creación del Museo del Mariachi en Cocula (Jalisco) y el de La Cofradía en la Ciudad de Tequila.

## Exposiciones
En la sala de exposiciones temporales muestran artistas plásticos con obras de pintura, fotografía y escultura. En 2015 se organizó la exposición El tequila es un pájaro que vuela dentro de mí del artista Víctor Hugo Pérez y la muestra del artista chileno Sebastián Picker. Para celebrar sus 15 años se celebró una exposición con obras de Carlos Torres, Aristeo García, Lucía Maya, Rafael López Castro, Paco de la Peña, Carmen Alarcón, Rafael Sáenz Félix, Javier Malo, Alejandro Brambila, Salvador Andrade, Marina Payares, Rocío Coffen y Pablo Rulfo. En noviembre de 2020 mostraron las obras devente artistas internacionales en la exposición Entre dos mundos con la participación de Adriana Mangluppi, Álvaro J. Abad, Daniel Garbade, Ana María Fuentes, Beatriz Olabarría, Claudia Groll y Dalia Berlin.